# Karatschi Zentrum (Distrikt)

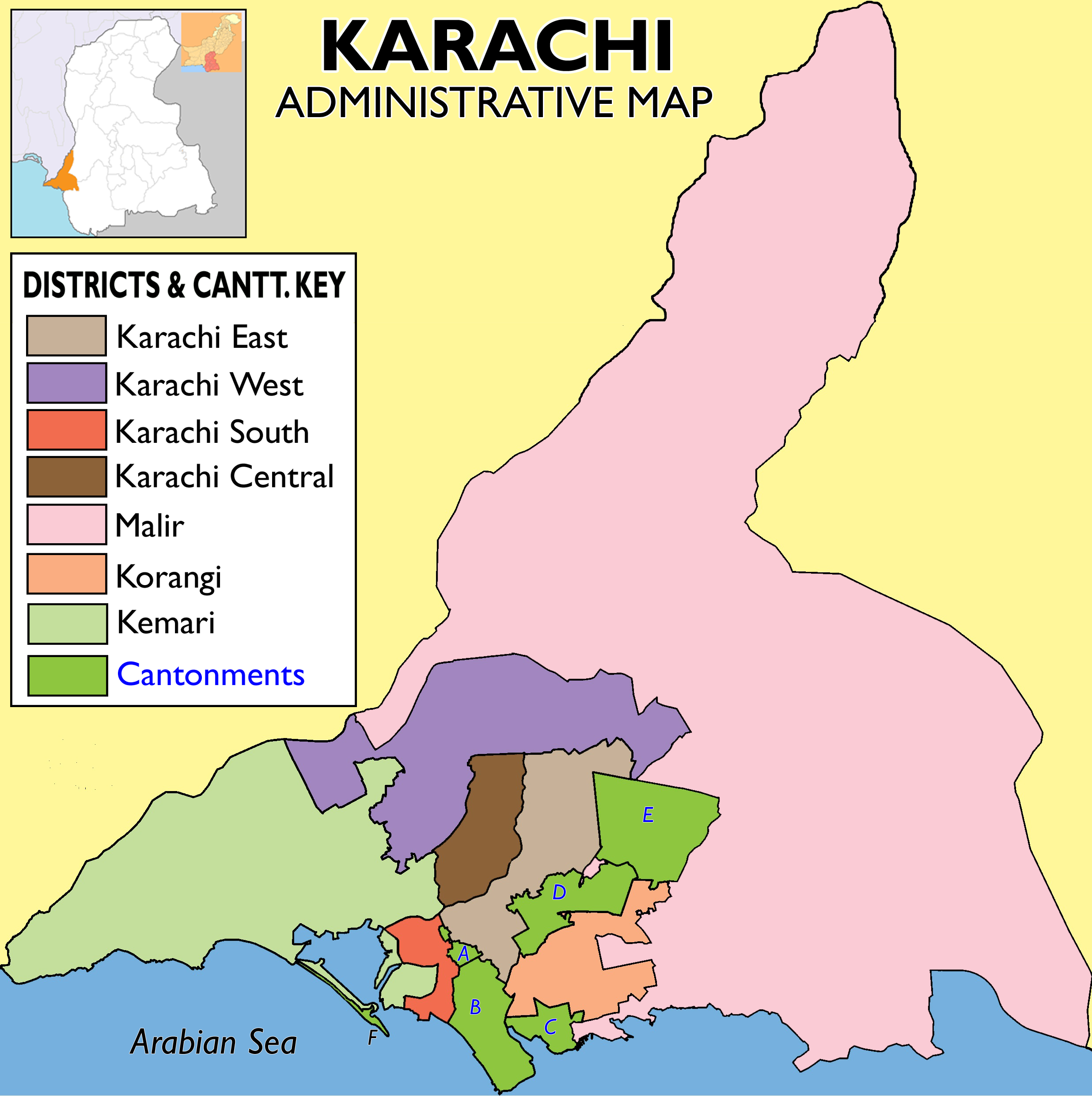
Verwaltungsgliederung von Karatschi

Der Distrikt Karatschi Zentrum ist ein Verwaltungsdistrikt in Pakistan in der Provinz Sindh. Der Distrikt bildet einen Teil der Stadt Karatschi.
Der Distrikt hat eine Fläche von 69 km² und nach der Volkszählung von 2017 2.971.626 Einwohner. Die Bevölkerungsdichte beträgt 43.067 Einwohner/km² und gehört zu den höchsten weltweit.

## Lage
Der Distrikt befindet sich im Süden der Provinz Sindh, die sich im Südosten von Pakistan befindet. Er bildet den zentralen Teil der Megastadt Karatschi.

## Verwaltungsgliederung
Der Distrikt ist administrativ in fünf Tehsil unterteilt:
- Gulberg
- Liaquatabad
- Nazimabad
- New Karatchi
- Nazimabad Nord

## Geschichte
Im Jahr 2000 wurde der Distrikt abgeschafft und Karatschi wurde ein einzelner Distrikt des Sindh. Am 11. Juli 2011 stellte die Regierung von Sindh den Distrikt Karatschi Zentrum wieder her.

## Demografie
Zwischen 1998 und 2017 wuchs die Bevölkerung um jährlich 1,41 %. In 538.983 Haushalten leben 1.543.950 Männer, 1.427.349 Frauen und 327 Transgender, woraus sich ein Geschlechterverhältnis von 108,2 Männer pro 100 Frauen ergibt und damit einen für Pakistan häufigen Männerüberschuss.
| Jahr | Einwohnerzahl |
| ---- | ------------- |
| 1998 | 2.277.931     |
| 2017 | 2.971.626     |